# سيكاجنا
سيكاجنا هي كومونا (بلدية) في مدينة جنوة الكبرى في المنطقة الإيطالية ليغوريا ، وتقع على بعد حوالي 25 كيلومتر (16 ميل) شرق جنوة .
تقع سيكاجنا على حدود البلديات التالية: كوريليا ليغوري ، لورسيكا ، موكونيسي ، أوريرو ، رابالو ، تريبوغنا.